# 89-я пехотная дивизия (вермахт)
89-я пехотная дивизия (нем. 89. Infanterie-Division) — тактическое соединение сухопутных войск вооружённых сил нацистской Германии периода Второй мировой войны. За короткий период своего существования была дважды практически полностью уничтожена, окончательно расформирована 8 апреля 1945 года из-за больших потерь.

## История
89-я пехотная дивизия была сформирована 15 января 1944 года на территории военного учебного центра «Берген» в 6-м военном округе во время 25-й волны мобилизации Вермахта. В феврале 1944 переброшена в Норвегию для усиления сил вермахта на этом направлении. Но, в связи с высадкой союзных войск в Нормандии, 89-я дивизия в июне передислоцирована на Западный фронт.
Участвовала в боях против англо-американских войск, была разгромлена в середине августа, во время проведения англо-канадско-польскими войсками наступательной операции «Тоталайз». Укомплектованная необстрелянным и неопытным персоналом дивизия оказалась на острие масштабного наступления союзных войск. В первые часы сражения, части дивизии были полностью разбиты массированной артиллерийской и авиационной подготовкой противника до такой степени, что с переходом их войск в атаку, никто даже не был способен оказать какое-либо сопротивление врагу.
Остатки дивизии отведены в тыл, в район Аахена, где соединение было переформировано и получило на усиление ещё один полк — 1063-й гренадерский.
Позже сражалась на территории Нидерландов, на Верхнем Рейне. В марте 1945 практически полностью уничтожена в боевых действиях с союзниками в горном регионе Айфель. Ещё какое-то время находилась в резерве, и в апреле расформирована.

## Местонахождение
- с февраля по июнь 1944 (Норвегия)
- с июня по август 1944 (Франция)
- с сентября 1944 по май 1945 (Германия и Нидерланды)

## Подчинение
- 81-й армейский корпус 5-й танковой армии группы армий «B» (июнь — август 1944)

## Командиры
- генерал-лейтенант Конрад-Оскар Генрихс (10 февраля — 8 сентября 1944)
- оберст Карл Рёслер (8 — 15 сентября 1944)
- генерал-майор Вальтер Брюнс (15 сентября 1944 — 21 февраля 1945)
- генерал-майор Рихард Бэйзинг (21 февраля — 8 апреля 1945)

## Состав
- 1055-й гренадерский полк (Grenadier-Regiment 1055)
- 1056-й гренадерский полк (Grenadier-Regiment 1056)
- 1063-й гренадерский полк (Grenadier-Regiment 1063)
- 189-й артиллерийский полк (Artillerie-Regiment 189)
- 189-й сапёрный батальон (Pionier-Bataillon 189)
- 189-й противотанковый дивизион (Panzerjäger-Abteilung 189)
- 189-й батальон связи (Nachrichten-Abteilung 189)
- 189-й отряд материального обеспечения (Nachschubtruppen 189)
- 189-й полевой запасной батальон (Feldersatz-Bataillon 189)